# گوردن و پدی
گوردن و پدی (انگلیسی: Gordon & Paddy) یک پویانمایی کمدی-درام سوئدی است که در سال ۲۰۱۷ منتشر شد. این فیلم در شصت و هشتمین جشنواره بین‌المللی فیلم برلین به نمایش درآمد. از صداپیشگان آن می‌توان به استلان اسکاشگورد و ملیندا کینامان اشاره کرد.